# Wega Film
Pour les articles homonymes, voir Wega (homonymie).
Wega Film est une société de production de cinéma autrichienne.

## Histoire
Le premier grand succès est en 1985 Un homme à succès (de), qui enregistre le plus grand nombre de spectateurs d'un film autrichien depuis les années 1950. Dans les années 1980, elle commence à collaborer avec Michael Haneke.
Parmi les réalisateurs des 40 longs métrages produits jusqu'en 2006, on compte entre autres Andreas Gruber, Michael Kreihsl, Wolfgang Glück, Paulus Manker, Michael Verhoeven, Xaver Schwarzenberger, Barna Kabay, Andreas Prochaska, Jack Gold, Jean-Michel Ribes ou Stefan Ruzowitzky.
En 2006, Wega Film quitte l'Association des producteurs autrichiens de cinéma pour former une nouvelle association, Film Austria, avec d'autres sociétés de production.

## Filmographie sélective

### Cinéma
- 1982 : Zeitgenossen, réalisation : Ernst Josef Lauscher
- 1986 : Un homme à succès (de), réalisation : Niki List
- 1986 : Paradise Ges.m.b.H., réalisation : Nikolaus Leytner
- 1988 : Sternberg – Shooting Star, réalisation : Niki List
- 1989 : Le Septième Continent, réalisation : Michael Haneke
- 1990 : Weiningers Nacht, réalisation : Paulus Manker
- 1990 : Ach, Boris, réalisation : Niki List
- 1990 : Feldberg, réalisation : Michael Pilz
- 1990 : Die Spitzen der Gesellschaft, réalisation : Franz Novotny
- 1991 : Das tätowierte Herz, réalisation : Ernst Josef Lauscher
- 1992 : Benny’s Video, réalisation : Michael Haneke
- 1992 : Ilona und Kurti, réalisation : Reinhard Schwabenitzky
- 1992 : Les Enfants de la Grand Route (de), réalisation : Urs Egger
- 1992 : Dead Flowers, réalisation : Peter Ily Huemer
- 1993 : Der Fall Lucona, réalisation : Jack Gold
- 1993 : Chacun pour toi, réalisation : Jean-Michel Ribes
- 1994 : Tafelspitz, réalisation : Xaver Schwarzenberger
- 1994 : 71 Fragments d'une chronologie du hasard, réalisation : Michael Haneke
- 1994 : Etwas am Herzen, réalisation : Michael Cencig
- 1995 : Der Kopf des Mohren, réalisation : Paulus Manker
- 1995 : My Mother's Courage (de), réalisation : Michael Verhoeven
- 1995 : Exit II - Verklärte Nacht, réalisation : Franz Novotny
- 1995 : Es war doch Liebe?, réalisation : Wolfgang Gluck
- 1995 : L'Homme noir, réalisation : Pierre Coulibeuf
- 1996 : Charms Zwischenfälle, réalisation : Michael Kreihsl
- 1997 : Funny Games, réalisation : Michael Haneke
- 1997 : Dreamland, réalisation : Susi Graf
- 1997 : Die Schule der Liebe, réalisation : Andreas Gruber
- 1998 : Die 3 Posträuber, réalisation : Andreas Prochaska
- 1998 : Spass ohne Grenzen, réalisation : Ulrich Seidl
- 1999 : Balkan Baroque, réalisation : Pierre Coulibeuf
- 1999 : Alles Bob!, réalisation : Otto Alexander Jahrreiss
- 2000: Heimkehr der Jäger, réalisation : Michael Kreihsl
- 2001 : La Pianiste, réalisation : Michael Haneke
- 2002 : La Dernière Fête de Jedermann, réalisation : Fritz Lehner
- 2003 : Le Temps du loup, réalisation : Michael Haneke
- 2003 : Le Roi des voleurs, réalisation : Ivan Fíla
- 2004 : Welcome Home, réalisation : Andreas Gruber
- 2005 : Caché, réalisation : Michael Haneke
- 2006 : Le Voyage d'hiver (de), réalisation : Hans Steinbichler
- 2006 : Deepfrozen, réalisation : Andy Bausch
- 2007 : Meine liebe Republik, réalisation : Elisabeth Scharang (documentaire)
- 2008 : Pour un instant, la liberté, réalisation : Arash T. Riahi
- 2009 : Le Ruban blanc, réalisation : Michael Haneke
- 2010 : Henri 4, réalisation : Jo Baier
- 2010 : Habermann, réalisation : Juraj Herz
- 2011 : Il faut sauver le Père Noël (de), réalisation : Oliver Dieckmann
- 2012 : Une seconde femme, réalisation : Umut Dağ
- 2012 : Amour, réalisation : Michael Haneke
- 2014 : Ertan ou la destinée, réalisation : Umut Dağ
- 2014 : Les Sœurs bien-aimées, réalisation : Dominik Graf
- 2016 : Liebe möglicherweise (de), réalisation : Michael Kreihsl
- 2017 : La Tête à l'envers, réalisation : Josef Hader
- 2017 : Happy End, réalisation : Michael Haneke

### Télévision
- 1990 : Wahre Liebe, réalisation : Kitty Kino
- 1993 : Die Rebellion, réalisation : Michael Haneke
- 1995 : Jours clandestins, réalisation : Nikolaus Leytner
- 1996 : Spitzenleistung, réalisation : Gernot Friedel
- 1997 : Le Château, réalisation : Michael Haneke
- 1998 : Lieselotte, réalisation : Johannes Fabrick
- 2001 : Nichts wie weg, réalisation : Peter Patzak
- 2005 : Die Geierwally (de), réalisation : Peter Sämann
- 2005 : Mein Mörder (de), réalisation : Elisabeth Scharang
- 2004-2005 : Die Landärztin (série)
- 2006 : König Otto (de), réalisation : Zoltan Spirandelli
- 2008 : Der Besuch der alten Dame (de), réalisation : Nikolaus Leytner
- 2011 : Der Winzerkrieg (de), réalisation : Peter Sämann
- 2015 : Hangover in High Heels, réalisation : Sven Bohse

## Source de traduction
- (de) Cet article est partiellement ou en totalité issu de l’article de Wikipédia en allemand intitulé « Wega Film » (voir la liste des auteurs).